# Rico Freiermuth
Rico Freiermuth (n. 1 ianuarie 1958, Liestal⁠(d), Cantonul Basel-Provincie, Elveția) este un bober ce a reprezentat Elveția, medaliat olimpic. A participat la o ediție a Jocurilor Olimpice (1984) în care a câștigat o medalie de bronz.

## Participări
Lista de mai jos prezintă principalele competiții la care a participat Rico Freiermuth de-a lungul carierei.
- bobsleigh at the 1984 Winter Olympics – four-man[*]